# Quiksilver

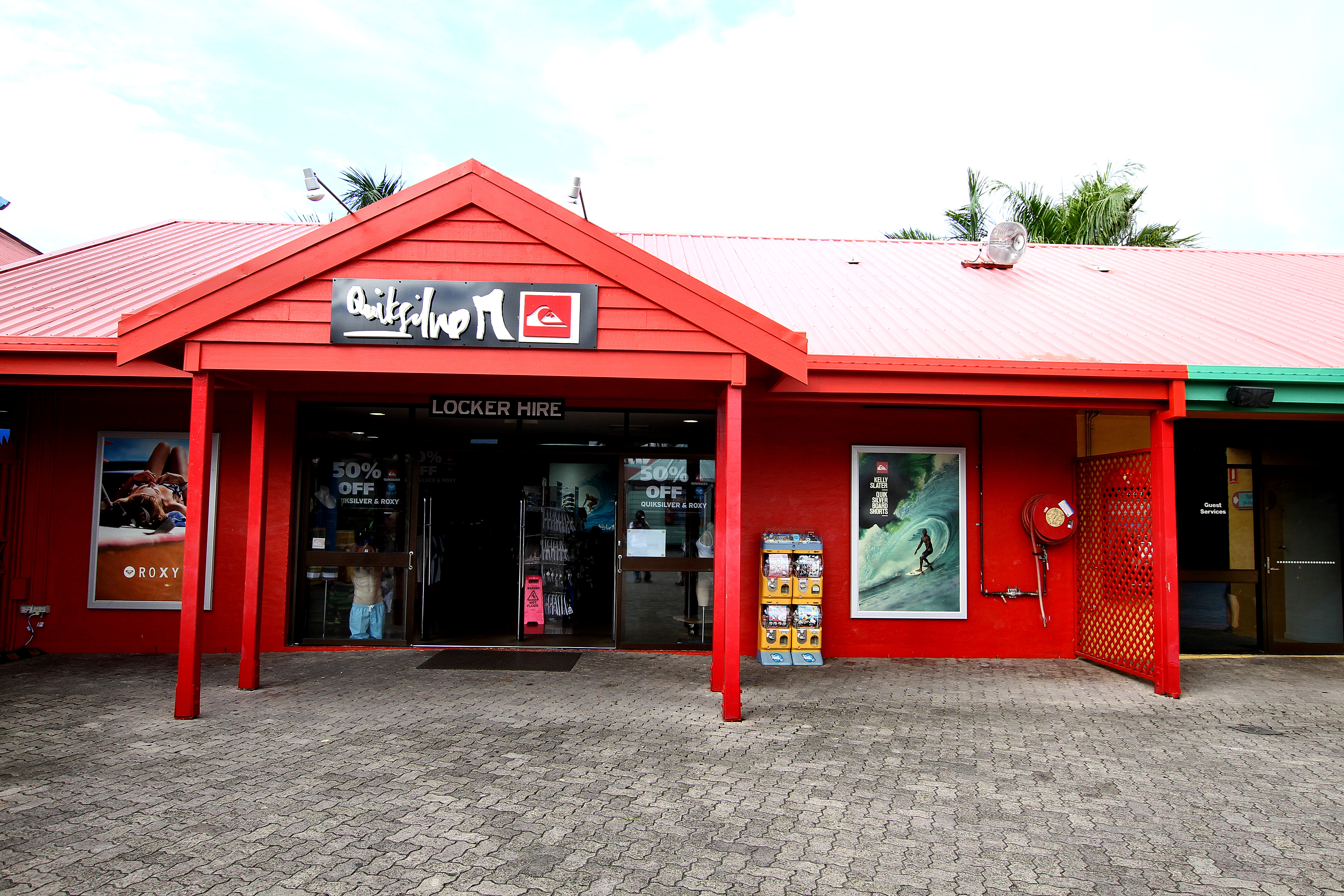
Een winkel van Quicksilver

Quiksilver, Inc. is een Amerikaans sportmerk, begonnen in Torquay, Australië, maar nu opererend vanuit Huntington Beach, Californië. Het is een van 's wereld grootste fabrikanten van surfkleding en andere board gerelateerde producten. Het logo, gemaakt door de bedenkers van het merk, Alan Green en John Law in 1973, was geïnspireerd door de Japanse schilder Hokusai's houtwerk The Great Wave off Kanagawa. Het bestaat uit een grote golf met een berg op een rode achtergrond.
Het bedrijf produceert ook kleding gericht op jonge vrouwen onder de merknaam Roxy. Het Roxy logo bestaat uit twee Quiksilver logo's, waarvan één gespiegeld, die samen een hart vormen. Quiksilver heeft ook nog een kledinglijn voor vrouwen onder de merknaam Quiksilver Women. Sinds 2013, na zes jaar verlies geleden te hebben is er een nieuwe strategie. Hoewel het bedrijf in september 2015 toch faillissement aanvroeg. Na een doorstart begin 2016 werd het bedrijf weer een private onderneming met Oaktree Capital Management als grootste aandeelhouder.